# Bonvesin della Riva
Bonvesin della Riva, parfois appelé Bonvesino ou Buonvicino de la Riva (v. 1240 - 1313 / av. 1315), frère du troisième ordre des Humiliés, est un poète lombard néolatin, qui est considéré comme le plus grand écrivain lombard du XIIIe siècle, père de la langue lombarde.

## Biographie

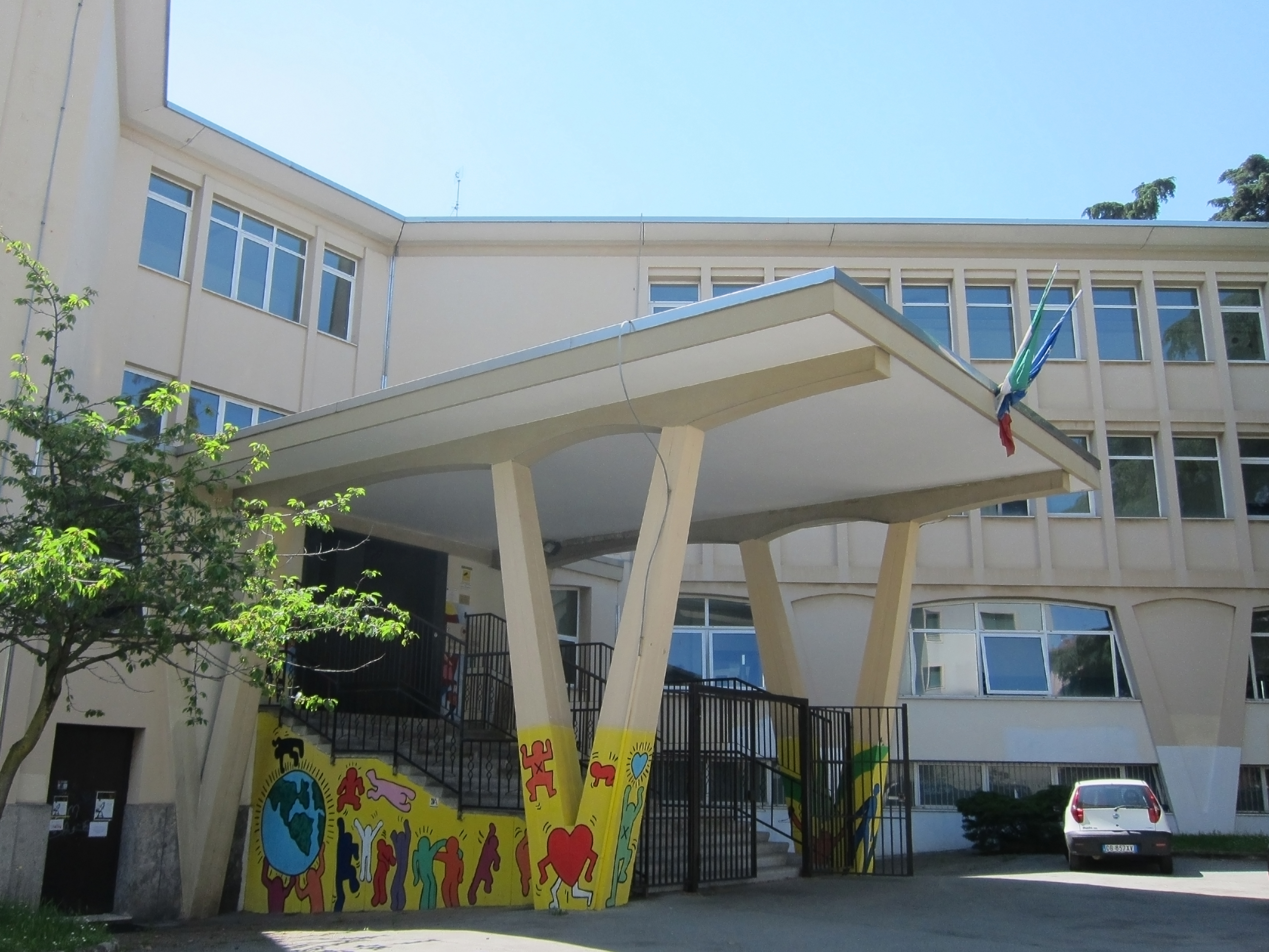
L'entrée et les portes de l'école « Scuola secondaria di primo grado Bonvesin de la Riva ». Le bâtiment de l'école est situé via Bonvesin de la Riva, nommée en son honneur, à Legnano, Lombardie, Italie. Photo prise le 20 mai 2020.

Bonvesin della Riva est probablement né à Milan avant 1250. Nous connaissons le nom de son père, Petrus da Laripa. Le nom Riva semble venir des abords de la Porta Ticinese où, en 1290, le poète séjourna, acquit une habitation et enseigna la grammaire dans une école.
La langue vernaculaire de Bonvesin est un document important de la langue littéraire établie au XIIIe siècle dans la plaine du Pô.
Il a écrit de nombreux poèmes en alexandrins, le plus souvent en quatrains monotones ; certains sont en forme de contrastes , entre Satan et la Madone, entre la Rose et la Violette, entre la Mort et l'Homme.
Bonvesin fait son testament en 1313 et serait mort avant le 13 mars 1315, car Matteo Visconti, à l'époque seigneur de Milan, parle à cette date du poète comme d'une « personne déjà morte depuis un certain temps ».
Il a été enterré, selon son testament, dans le cloître de l'église Saint-François. Il n'est donc pas exclu qu'il ait également appartenu au troisième ordre des Mineurs.
L'épigraphe est : « Hic jacet Frater Bonvicinus de Ripa de ordine/tertio Humiliatorum, Doctor in Grammatica qui/construxit Hospitale de Legniano, qui composuit/multa vulgaria, qui primo fecit pulsari Campanas/ad Ave Maria Mediolani et in Comitatu. Dicatur Ave Maria pro anima eius. » 

## Œuvres
En 1288, Bonvesin della Riva écrivit en latin un traité intitulé De magnalibus urbis Mediolani, œuvre écrite sous le règne des Visconti, parfois élogieuse pour la ville de Milan et dans laquelle sont rapportées des anecdotes et curiosités. Le manuscrit, longtemps perdu, est retrouvé à la Bibliothèque Nationale de Madrid en 1898 dans un état de décomposition avancée.
Il est également l'auteur de Disputatio mensium, pittoresque représentation allégorique de la vie politique milanaise de son époque. Il y décrit la révolte des mois, épuisés et opprimés par la fatigue et le travail, contre l'odieux despote Janvier, accusé de passer son temps à ne rien faire. Mais une fois destitué le vieux roi, les rebelles ne savent rien faire de mieux que de se disputer entre eux. À la fin, fatigué de leurs disputes inutiles, Janvier ressort son bâton noueux et les réduit tous à l'obéissance, réaffirmant leurs devoirs et son droit de premier mois de l'année. Le poème se termine par un épilogue grotesque, presque dramatique, où semble résonner, dans la transparente forme allégorique, l'incapacité du peuple à garantir une paix sociale satisfaisante.
On doit encore à Bonvesin De quinquaginta curialitatibus ad mensam, un bref petit manuel sur la bonne tenue à table. Ses autres œuvres, les Contrastes, les discours et les textes moraux, sont toutes de nature religieuse : légende du frère Ave Maria, la Vie de saint Alexis, le Livre des trois écrits (achevé avant 1274), dans lequel il décrit les châtiments de l'enfer (écriture noire), la rédemption (rouge) et les joies du Paradis (dorée),.